# Ernst Lemmermann
Ernst Johann Lemmermann (geboren am 27. Mai 1867 in Bremen; gestorben am 11. Mai 1915 ebenda) war ein deutscher Botaniker, der sich auf das Gebiet der Phykologie spezialisierte.
Lemmermann wurde 1867 als Sohn von Sophie, geb. Dege und dem Werksleiter einer Zigarrenfabrik Diedrich Lemmermann in Bremen geboren.
Während seiner Laufbahn unterrichtete er ab 1898 als Seminarlehrer in Bremen, wo er auch als botanischer Assistent am Städtischen Museum für Natur-, Völker- und Handelskunde tätig war.
1910 erhielt Lemmermann den Doktortitel (Dr. phil.).
In Bremen war er Lehrer des Biologen Friedrich Hustedt (1886–1968), der die Kieselalgenart Achnanthes lemmermannii zu Ehren seines ehemaligen Lehrers benannte.
Auch die Cyanobakterienart Anabaena lemmermannii ist nach Lemmermann benannt.
Zu den von ihm erstbeschriebenen botanischen Taxa gehören die Familien Ebriacea und Microchaetaceae, sowie die Gattungen Microcystis, Klebahniella (eine Schwestergattung von Chaetophora), Schroederia, Acanthosphaera, Echinosphaeridium und die Spezies Euglena terricola.
In der taxonomischen Nomenklatur kann sein Name mit „Lemmerm.“ abgekürzt werden.
E. Lemmermann war seit 1895 mit Henriette Hermine, geb. Ulrich verheiratet. Aus der Ehe stammen die Kinder Erna (1901–1984) und Kurt (1904–1976).

## Veröffentlichte Werke
- E. Lemmermann: Algologische Beiträge.[7]
  - (1891). Algologische Beiträge. 12/1: 145
  - (1897). Beitrag zur Algenflora von Schlesien. 14/2: 241
  - (1898). Algologische Beiträge IV. Süsswasseralgen der Insel Wangerooge. V. Oedog. 14/3: 511
  - (1914). Algen, brandenburgische. V. Eine neue Calothrix. 23/1: 247
  - (1914). Algologische Beiträge. XII. Characiopsis Borzi. XIII. Algen in den Schläuchen von Utricularia. 23/1: 249
- E. Lemmermann: Plankton-algen, 1899. In: Hugo Hermann Schauinsland (Hrsg.): Ergebnisse einer Reise nach dem Pacific. Zoologische Jahrbücher, 1896/97.
- E. Lemmermann: Das Genus Ophiocytium Naegeli. In: Hedwigia, Band 38, 1899. Zoologisch-Botanische Datenbank.
- E. Lemmermann: Flagellatae, Chlorophyceae, Coccosphaerales und Silicoflagellatae. In: Karl Andreas Heinrich Brandt, Carl Apstein (Hrsg.): Nordisches Plankton, Abt. 21, Lipsius & Tischer, Kiel 1908?
- E. Lemmermann: Pantostomatineae, Protomastiginae, Distomatinae. A. Kämpfe, 1914, 138 Seiten
- E. Lemmermann: Das Plankton schwedischer Gewässer (Plankton of Swedish waterways), 1904
- E. Lemmermann: Algen I. (Schizophyceen, Flagellaten, Peridineen). In: Kryptogamenflora der Mark Brandenburg und angrenzender Gebiete; Botanischer Verein der Provinz Brandenburg, Band 3. Verlag Gebrüder Borntraeger, Leipzig 1910.